# 소성가공
소성가공은 재료에 외력을 가하면서 여러 형태로 가공하는 것이다.

## 변형

### 탄성변형
외력을 제거하면 원래의 상태로 돌아오는 성질을 탄성이라고 한다.

### 소성가공
조합된 재료를 외력을 가하여 여러 형태로 가공하는 것이다.
소성(燒成) --> 소결

## 성질

### 연성
연성(Ductility, 延性)이란 금속인장시험편에서 부재가 탄성한계의 이상의 힘을 받을 때 가늘고 길게 늘어나는 성질, 
금속재료를 선으로 뽑을 때 길이방향으로 잘 늘어나는 성질이다. 재료가 항복 후에 파괴될 때까지 소성 변형을 할 수 있는 능력을 연성이라고 한다. 연성이 우수한 성질의 재료부터 나열하면, Au(금), Pt(백금), Ag(은), Fe(철), Cu(구리), Al(알루미늄) 등이 있다.

### 전성 (가단성)
두드리거나 압착하면 얇게 펴지는 금속의 성질을 의미한다. 전성이 우수한 성질의 재료부터 나열하면, Au(금), Ag(은), Al(알루미늄), Cu(구리), Sn(주석) 등이 있다.

### 가소성
고체상태의 재료에 외력을 가했을 때 유동되는 성질을 의미한다. 연성과 전성도 가소성에 포함된다.

## 장점
- 주물에 비하여 성형되는 치수가 정확하다.
- 금속의 결정 조직을 개량하므로 주조, 절삭 가공에 비해 강한 성질을 얻는다.
- 균일한 제품을 다량 생산 할 수 있다.
- 절삭가공과 같이 칩이 발생되지 않고, 재료의 사용률을 높일 수 있다.
- 수리가 다른 가공법보다 용이하다.

## 종류

### 단조가공 hammering
헤머나 프레스와 같은 공작 기계로 타격을 하여 변형하는 작업이다.

### 압연가공 rolling
회전하는 2개의 로울러(롤러) 사이에 재료를 통과시켜 가공하는 방법이다. 2개의 롤러를 회전시켜 소용의 두께를 얻는 작업으로서 핀, 레일, 형강, 봉강 등을 제조할 수 있으며 주로 연강을 이용한다. 압연온도에 의한 분류로는 재결정온동 이상에서 행하는 열간압연과 재결정온도 이하에서 행하는 냉간압연이 있다. 냉간압연을 상온압연이라고도 한다.

### 인발가공 drawing/die forming
재료 다이(die)를 통해 잡아당기면서 일정한 단면으로 가공하는 방법이다.

### 압출가공 extrusion
재료를 일정한 용기 속에 넣고 밀어붙이는 힘에 의하여 다이를 통과시켜 소정의 모양으로 가공하는 방법이다.

### 전조가공 form rolling
다이 또는 롤러를 사용하여, 재료에 외력을 가해 눌러 붙여 성형하는 가공법으로 나사, 불, 기어 등을 가공한다.

### 프레스가공
판재에 행하는 가공법으로 절단, 압축, 굽힘을 행하여 얻고자 하는 제품의 형상으로 가공하는 방법이다.

### 제관가공 bending (pipe)
파이프를 가공하는 방법이다.